# Magni nobis gaudi
Magni nobis gaudi (Mit großer Freude) ist eine Enzyklika von Papst Leo XIII., die er am 7. März 1889 zur Eröffnung der Katholischen Universität von Amerika veröffentlichte.

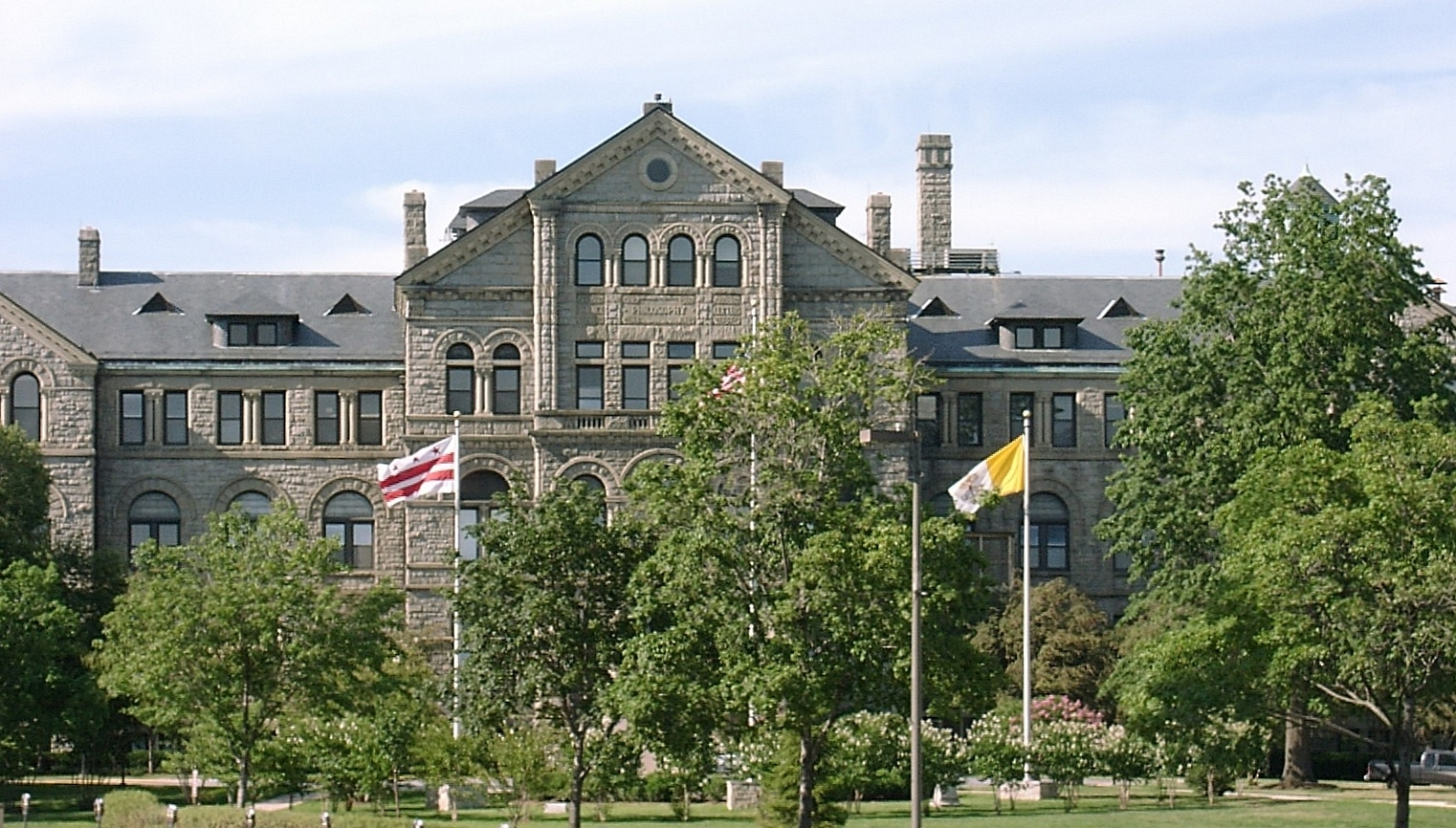
Hauptgebäude der Katholischen Universität von Amerika in Washington, D.C. (2000)

## Genehmigung zur Einrichtung
Mit dem Apostolischen Schreiben „Quod im novissimo conventu“ vom 10. April 1887 hatte Papst Leo XIII. seine Zustimmung zur Einrichtung der Katholischen Universität von Amerika (USA) erteilt. Er hebt dabei besonders die Richtlinien nach den päpstlichen Buchstaben hervor: In dieser Universität sollen als Schwerpunkt die Wissenschaften der Theologie und der Philosophie in Übereinstimmung mit dem göttlichen Glauben gelehrt werden.

## Zur Eröffnung
Mit dieser Enzyklika aus Anlass der Universitätseröffnung wendet er sich an den Erzbischof und die Bischöfe der USA und beglückwünscht das Episkopat „mit großer Freude“ zu dieser prächtigen Leistung. Es sei ihm ebenfalls eine große Freude zu sehen, dass die Bewahrung der katholischen Religion und die Interessen der Diözesen mit dieser Schuleinrichtung vertreten würde. Er unterbreitet noch einige Verhaltens- und Lehrregeln und exhortiert die korrekte Ausführung aller kanonischen Rechte und Pflichten, genehmigt aber auch gleichzeitig die vom Rektor der Universität Bischof John Keane vorgelegten Gesetze und Regelungen.